# Первухин, Константин Константинович
Константи́н Константи́нович Перву́хин (21 мая [2 июня] 1863, Харьков — 26 января [8 февраля] 1915, Москва) — русский пейзажный живописец, последователь импрессионистов, иллюстратор, фотограф, член Товарищества передвижных художественных выставок, один из учредителей Союза русских художников.

## Биография
Родился в Харькове, в семье уездного чиновника межевой канцелярии Первухина Константина Павловича. Брат — писатель Михаил Первухин.
Первоначальное художественное образование получил в реальном училище у Д. И. Безперчего.
По окончании реального училища с 1884 по 1885 год учился в харьковской рисовальной школе Марии Раевской-Ивановой.
С 1885 года жил в Санкт-Петербурге, брал частные уроки у Ильи Репина; в том же 1885 году, по воспоминаниям своей супруги, позировал Репину для картины «Перед исповедью» в роли приговорённого к смертной казни. С 1886 по 1887 год состоял вольнослушателем Императорской Академии художеств, учился у адъюнкт-профессора Павла Чистякова.
С 1887 года экспонент Товарищества передвижных художественных выставок, 2 марта 1899 года принят в члены Товарищества. Картины «Осень на исходе» (1887), «Зимний вечер» (1888) были приобретены у автора П. М. Третьяковым.
В 1902 году переезжает в Москву. С 1902 по 1912 год преподаватель Императорского Строгановского Центрального художественно-промышленного училища.
С 1901 года экспонент выставок «36-ти художников». В 1903 году Первухин, подписав вместе с А. М. Васнецовым, С. В. Ивановым, А. Е. Архиповым, С. А. Виноградовым, А. С. Степановым и И. С. Остроуховым заявление о выходе из Товарищества передвижных художественных выставок, становится одним из учредителей Союза русских художников.
В качестве иллюстратора сотрудничал с журналами «Ежегодник императорских театров», «Живописное обозрение стран света», «Всемирная иллюстрация», «Новь». Увлекался фотографией, 27 октября 1910 принят в члены Русского Фотографического общества в Москве.
Скончался в 1915 году в Москве; похоронен на Донском кладбище.

## Галерея
- «Осень на исходе», 1887, холст, масло — Государственная Третьяковская галерея
- «Венеция», 1900-е, доска, масло — Красноярский государственный художественный музей им. В. И. Сурикова
- «Вечер в Венеции», 1900-е, доска, масло — частное собрание.
- «Парусник», 1908, холст, масло — частное собрание.
- «Венеция. Площадь Святого Марка», 1912, картон, наклеенный на фанеру, масло — Государственная Третьяковская галерея